# Ульяново (Краснодарский край)
Ульяново — хутор в Мостовском районе Краснодарского края.
Входит в состав Костромского сельского поселения.

## География
Хутор расположен в 1 км северо-западнее административного центра поселения — станицы Костромской.

## История
В хуторе Ульяново имеется памятник военной истории: Братская могила советских воинов, погибших в боя с фашистскими захватчиками в 1943 году. Находится у въезда в хутор.

## Население
| 2002 | 2010 |
| ---- | ---- |
| 35   | ↘8   |